# باتريسيا غراهام
باتريسيا غراهام (بالإنجليزية: Patricia Graham) هي مؤرخة أمريكية، ولدت في 1935 في لافاييت في الولايات المتحدة.

## وصلات خارجية
- باتريشيا غراهام على موقع إن إن دي بي (الإنجليزية)